# Indische Cricket-Nationalmannschaft in England in der Saison 1946
Die Tour der indischen Cricket-Nationalmannschaft nach England in der Saison 1946 fand vom 22. Juni bis zum 20. August 1946. Die internationale Cricket-Tour war Bestandteil der Internationalen Cricket-Saison 1946 und umfasste drei Tests. England gewann die Serie 1–0.

## Vorgeschichte
Für beide Mannschaften war es die erste Tour der Saison. Das letzte Aufeinandertreffen der beiden Mannschaften bei einer Tour fand in der Saison 1936 in England statt.

## Stadien
Die folgenden Stadien wurden für die Tour als Austragungsort vorgesehen.
| Stadion                     | Stadt      | Kapazität | Spiele  |
| --------------------------- | ---------- | --------- | ------- |
| The Oval                    | London     | 23.500    | 3. Test |
| Lord’s Cricket Ground       | London     | 30.000    | 1. Test |
| Old Trafford Cricket Ground | Manchester | 19.000    | 2. Test |

## Kaderlisten
Die Mannschaften benannten die folgenden Kader.
| Test | Test |
| England | Indien |
| --- | --- |
| - Wally Hammond (K) - Alec Bedser - Bill Bowes - Denis Compton - Bill Edrich - Godfrey Evans (wk) - Laurie Fishlock - Paul Gibb (wk) - Alf Gover - Joe Hardstaff - Leonard Hutton - Jack Ikin - James Langridge - Dick Pollard - Frank Smailes - Peter Smith - Bill Voce - Cyril Washbrook - Doug Wright | - Nawab of Pataudi (K) - Vijay Merchant (VK) - Lala Amarnath - Abdul Hafeez Kardar - Vijay Hazare - Dattaram Hindlekar (wk) - Vinoo Mankad - Rusi Modi - Gul Mohammad - Mushtaq Ali - C. S. Nayudu - Chandu Sarwate - Sadu Shinde - Ranga Sohoni |

## Tour Matches
Indien absolvierte während der Tour 27 Tour Matches.

## Tests

### Erster Test in London
| 22. – 25. Juni Scorecard | London (Lord’s) | Indien 200 (76.1) & 275 (81.1) | – | England 428 (169.4) & 48-0 (16.5) |
|                          |                 | England gewinnt mit 10 Wickets |   |                                   |

Indien gewann den Münzwurf und entschied sich als Schlagmannschaft zu beginnen. Für sie begannen Vijay Merchant und Vinoo Mankad als Eröffnungs-Batter. Merchant gelangen 12 Runs, woraufhin Vijay Hazare aufs Feld kam Mankind schied nach 14 Runs aus und wurde gefolgt durch Rusi Modi. hazare konnte 31 Runs erzielen, und der ihm folgende Abdul Hafeez Kardar 43 Runs. Als Sadu Shinde nach 10 Runs das letzte Wicket des Innings verlor, stand Modi bei einem Fifty über 57* Runs. Bester englischer Bowler war Alec Bedser mit 7 Wickets für 49 Runs. Für England formte Eröffnungs-Batter Cyril Washbrook zusammen mit dem vierten Schlagmann Wally Hammond eine Partnerschaft. Washbrook gelangen 27 Runs und Hammond 33 weitere, bevor Joe Hardstaff mit Paul Gibb eine weitere Partnerschaft formte und den Tag beim Stand von 135/4 beendete. Nach einem Ruhetag schied Gibb nach einem Fifty über 60 Runs aus und in der Folge erzielte Jack Ikin 16, Frank Smailes 25 und Alec Bedser 30 Runs. Als das letzte Wicket des Innings fiel, hatte Hardstaff ein Double-Century über 205* Runs und erhöhte damit den Vorsprung auf 248 Runs. Bester indischer Bowler war Lala Amarnath mit 5 Wickets für 118 Runs. Für Indien bildeten die Eröffnungs-Batter Vijay Merchant und Vinoo Mankad eine Partnerschaft. Merchant erreichte 27 Runs und wurde gefolgt durch Rusi Modi. Mankand konnte ein Fifty üebr 63 Runs erzielen und Modi schied kurz darauf nach 21 Runs aus. Daraufhin kam aufs Feld und bildete mit Nawab of Pataudi eine Partnerschaft, die den tag beim Stand von 162/4. Am dritten Spieltag schied Hazare nach 34 Runs aus und Pataudi konnte 22 Runs erzielen. Sie wurden gefolgt durch Lala Amarnath und Dattaram Hindlekar. Hindlekar erreichte 17 Runs und nachdem C. S. Nayudu gekommen war, verlor Amarnath sein Wicket nach einem Fifty über 50 Runs. Nayudu gelangen 13 Runs, bis er das letzte Wicket des Innings verlor und setzte damit eine Vorgabe von 48 Runs für England. Beste englische Bowler waren Alec Bedser mit 4 Wickets für 96 Runs und Frank Smailes mit 3 Wickets für 44 Runs. Für England konnten dann die Eröffnungs-Batter Leonard Hutton und Cyril Washbrook die Vorgabe im 17. Over einholen. Washbrook erzielte dabei 24* Runs und Hutton 22* Runs.

### Zweiter Test in Manchester
| 20. – 23. Juni Scorecard | Manchester | England 294 (129) & 153-5d (61) | – | Indien 170 (82) & 152-9 (61) |
|                          |            | Remis                           |   |                              |

Der Start des Spiels musste bis zum Nachmittag verschoben werden, da Regenfälle einen pünktlichen Anfang verhinderten. Indien gewann den Münzwurf und entschied sich als Feldmannschaft zu beginnen. Für England bildeten die Eröffnungs-Batter Leonard Hutton und Cyril Washbrook eine Partnerschaft. Washbrook schied nach einem Fifty über 52 Runs aus und der ihm folgende Denis Compton konnte ebenfalls ein Fifty über 51 Runs erreichen. Als Wally Hammond aufs Feld kam, schied Hutton nach 67 Runs aus und zusammen mit dem hineinkommenden Paul Gibb beendete hammond den Tag beim Stand von 236/4. Nach einem Ruhetag erzielte Gibb 24 Runs. Hammond fand mit Dick Pollard einen neuen Partner, bevor er selbst nach einem Fifty über 69 Runs ausschied. Pollard beende das Inning ungeschlagen mit 10* Runs. Die indischen Wickets erzielten Lala Amarnath mit 5 Wickets für 96 Runs und Vinoo Mankad mit 5 Wickets für 101 Runs. Für Indien formten die Eröffnungs-Batter Vijay Merchant und Mushtaq Ali eine Partnerschaft. Ali gelang 46 runs und Merchant ein Fifty über 78 Runs. Als der Nawab of Pataudi aufs Feld kam, endete der Tag beim Stand von 160/7. Am dritten Spieltag schied Pataudi nach 11 Runs aus und das Innings endete mit einem Rückstand von 124 Runs für Indien. Beste englische Bowler waren Dick Pollard mit 5 Wickets für 24 Runs und Alec Bedser mit 4 Wickets für 41 Runs. Für England formte Eröffnungs-Batter Cyril Washbrook und der dritte Schlagmann Denis Compton eine Partnerschaft. Washbrook schied nach 26 Runs aus und als Jack Ikin aufs Feld kam deklarierte England das Innings, als sie eine Vorgabe für Indien von 278 Runs erreicht hatten. Compton erreichte dabei ein Fifty über 71* Runs und Ikin 29* Runs. Die indischen Wickets erzielte Lala Amanath mit 3 Wickets fü 71 Runs und Vinoo Mankand mit 2 Wickets für 45 Runs. Indien verlor dann frühd rei Wickets, bevor Rusi Modi und Vijay Hazare eine partnerschaft formten. Hazare erreichte 44 Runs und Modi 30 weitere. Daraufhin kam Abdul Hafeez Kardar aufs Feld und formte mit Ranga Sohoni eine weitere Partnerschaft. Karar schied nach 35 Runs aus und Sohoni hatte 11* Runs erreicht als der Tag endete. Jedoch hatte Indien ein Wicket in der Hand behalten und so das Remis gerettet. Bester englischer Bowler war Alec Bedser mit 7 Wickets für 52 Runs.

### Dritter Test in London
| 17. – 20. August Scorecard | London (Oval) | Indien 331 (127.2) | – | England 95-3 (50) |
|                            |               | Remis              |   |                   |

Das Spiel konnte erst am Abend begonnen werden, da das Feld nach langanhaltenden Regenfällen kaum spielbar war. Indien gewann den Münzwurf und entschied sich als Schlagmannschaft zu beginnen. Für sie bildeten die Eröffnungs-Batter Vijay Merchant und Mushtaq Ali eine Partnerschaft. Für sie endete der Tag beim Stand von 79/0. Nach einem Ruhetag schied Ali nach einem Fifty über 59 Runs aus und an der Seite von Merchant erreichte Vijay Hazare 11 Runs und Rusi Modi 27 Runs. Daraufhin kam Vinoo Mankad aufs Feld und Merchant verlor sein Wicket nach einem Century über 128 Runs. Daraufhin kam Ranga Sohoni in Spiel und Mankand verlor nach 42 Runs sein Wicket. Sohoni erzielte bis zum Ende des Innings 29* Runs. Bester englischer Bowler war Bill Edrich mit 4 Wickets für 68 Runs. Für England begannen Leonard Hutton und Cyril Washbrook. Washbrook schied nach 17 Runs aus und Hutton nach 25 Runs. Denis Compton gelangen bis zum Abbruch auf Grund von Regen am Mittag 24* Runs. Am dritten Spieltag war keine weitere Fortsetzung des Spiels möglich und das Spiel endete als Remis. Bester indischer Bowler war Vinoo Mankad mit 2 Wickets für 28 Runs.

## Statistiken
Die folgenden Cricketstatistiken wurden bei dieser Tour erzielt.
| Tests           | Tests      | Tests   | Tests   | Tests   | Tests   | Tests   | Tests   | Tests   |
| Batting         | Batting    | Batting | Batting | Batting | Batting | Batting | Batting | Batting |
| Spieler         | Mannschaft | Spiele  | Innings | Runs    | Average | HS      | 100s    | 50s     |
| --------------- | ---------- | ------- | ------- | ------- | ------- | ------- | ------- | ------- |
| Vijay Merchant  | Indien     | 3       | 5       | 245     | 49,00   | 128     | 1       | 1       |
| Joe Hardstaff   | England    | 2       | 3       | 210     | 105,00  | 205*    | 1       | 0       |
| Denis Compton   | England    | 3       | 4       | 146     | 73,00   | 71*     | 0       | 2       |
| Cyril Washbrook | England    | 3       | 5       | 146     | 36,50   | 52      | 0       | 1       |
| Rusi Modi       | Indien     | 3       | 5       | 137     | 34,25   | 57*     | 0       | 1       |
| Bowling         |            |         |         |         |         |         |         |         |
| Spieler         | Mannschaft | Spiele  | Overs   | Wickets | Average | BBI     | 5W      | 10W     |
| Alec Bedser     | England    | 3       | 144.2   | 24      | 12,41   | 7/49    | 2       | 2       |
| Lala Amarnath   | Indien     | 3       | 157.0   | 13      | 25,38   | 5/96    | 2       | 0       |
| Vinoo Mankad    | Indien     | 3       | 139.5   | 11      | 26,54   | 5/101   | 1       | 0       |
| Dick Pollard    | England    | 1       | 52.0    | 7       | 12,42   | 5/24    | 1       | 0       |
| Bill Edrich     | England    | 1       | 19.2    | 4       | 17,00   | 4/68    | 0       | 0       |
| Doug Wright     | England    | 2       | 41.0    | 4       | 37,50   | 2/53    | 0       | 0       |

## Einordnung
Die Serie fand in einer Übergangszeit der beiden Länder statt. Das Vereinigte Königreich war durch den Zweiten Weltkrieg stark geschwächt worden und Cricket hatte während der Zeit des Krieges kaum stattgefunden. Indien befand sich weiterhin in einem Unabhängigkeitskampf und hatte die ersten Zusage für die Unabhängigkeit erhalten als die Tour begann. So war es die letzte Tour bei der Indien und das was in der Folge als Pakistan Spielen sollte (zunächst in Verbindung aus dem heutigen Pakistan und Bangladesch) zusammen antrat.